# الجحاف بن حكيم
الجَحَّاف بن حُكَيم السُّلَمي (توفي نحو 90 هـ / 709 م) فاتكٌ ثائر شاعر، وُلد في مدينة البصرة، ضُرب به المَثَل في الفتك فقيل: أفتَكُ منَ الجَحَّاف.
غزا تغلِبَ فأوقع فيهم مَقتلةً عظيمة، فاستجاروا بالخليفة عبد الملك بن مروان، فأهدر دمَه، فهرَب الجَحَّاف إلى بلاد الروم، وأقام فيهم سنين، ثم عفا عنه عبد الملك وأمَّنه، فرجع، وقيل: رجع بعد موت عبد الملك وتولي الوليد بن عبد الملك الخلافة. 
ثم تاب توبة نصوحًا، وتنسَّك نُسُكًا تامًّا.
وهو القائلُ يصِفُ خيلَ بني سُلَيم في يوم حُنَين:
[مُسَوَّمات: الخيل المُطهَّمة المُعلَّمة. الكِلام: الجُروح]
وهو الذي أوقعَ ببني تَغْلِب، فأكثرَ فيهم القتل، في حروب قيس وتغلب، فقال الأخطل:
[البِشْر: منازل تغلِب. المُعَوَّل: المُستَغاث]

## نسبه
الجَحَّاف بن حُكَيم بن عاصِم بن قيس بن سِباع بن خُزاعيّ بن مُحارِب (مُحاربيّ) بن هِلال بن فالِج بن ذَكْوان بن ثعلَبة بن بُهْثة بن سُلَيم بن منصور بن عِكرِمة بن خَصَفة بن قَيس عَيْلان، السُّلَمي.

## أخباره
- قال الجَحَّافُ بن حُكَيم: دخَلتُ على عبد الملك بن مروان وهو خليفة، فقال لي: ما قلتَ في حرب قيس وتغلِب؟ قال: فقلت:

قال: كذبتَ، من يصبِرُ كثير.
قال: ثم قلت: 
قال: صدقتَ. كذلك حدثني أبي [مروان بن الحَكَم] عن أبي سفيان بن حرب قال: لمَّا انهزمَ الناسُ ورجَعُوا، أشرَفَ رسولُ الله على وادي حُنَين، فبَصُرَ ببني سُلَيم في أيديهم الحَجَفُ [التُّروسُ من الجلود] والرِّماح والسُّيوف ولم ينهَزِموا، فلمَّا نظرَ إِليهم على تلك الحال قال: «أنا ابنُ العَواتِكِ من سُلَيم ولا فخر».
قال الجَحَّافُ: وقد قال شاعرُنا [أشْجَعُ السُّلَمي] لبني هاشم:
- قال الحسَنُ بن عَلَّان: الجَحَّافُ بن حُكَيم السُّلمي الذي وقعَ ببني تغلب الوَقعةَ المشهورة بالبِشْر، فبَقَرَ بطون النساء، ثم خرج هاربًا لعِظَم ما أتى إليهم، فحمَل الحجاج بن يوسف الثقفي تلك الحَمَالة لبني تغلِب عنه، ويقال: إنه لم تكن حَمَالةٌ قطُّ أعظمَ منها.

[الحَمَالة: الغُرْم تَحْمِلُه عن القوم]
- حدَّث عمر بن عبد العزيز: أنه حضَر الجَحَّافَ بن حُكَيم السُّلمي، والأخطلُ عند عبد الملك بن مروان، والأخطل يُنشد:

قال: فقبض وجهَه في وجه الأخطل، ثم قال: 
يعني عُمَيرَ بنَ الحُباب السُّلمي أحدَ سادة قيس عَيْلان وفرسانها.
ثم قال: لقد ظنَنتُ يا بنَ النصرانية أنك لم تكُن تجترئ عليَّ، ولو رأيتَني لكَ مأسُورًا! وأوعَدَه. 
فما زالَ الأخطلُ من موضِعه حتى حُمَّ،
فقال له عبدُ الملك: أنا جارُك منه،
قال الأخطل: هذا أجرتَنِي منه يَقظانَ، فمَن يُجيرني منه نائمًا؟ فضَحِكَ عبدُ الملك.
وفي رواية أُخرى:
أن الجَحَّاف كان عندَ عبد الملك بن مروان، فدخلَ عليه الأخطل، فأنشده:
قال: وهم يأكلون تمرًا، قال: فجعل الجَحَّافُ يأخذ التمرةَ ويجعلها في عينه من الغضب، ثم نهضَ وقد سقطَ رِداؤه من جانبٍ وهو يجرُّه.
فقال عبد الملك للأخطل: ويحَكَ إني أخشَى أن تكونَ قد سُقتَ إلى قومك شرًّا، فخرج الجَحَّافُ حتى أتى قومَه، وقد أوسَقَ بِغالًا فيها حصًا في الأحمال يوهِمُ أنه مال، ثم نادى في قومه، فاجتمعوا إليه على أخذ الجائزة، فلمَّا اجتمعوا كشفَ عمَّا فيها، فإذا هو الحَصا، وقال: إنما أردتُّ أن أجمعَكم لهذا، ثم أنشدهم قولَ الأخطل، قال: فمَن أرادَ أن يتبعَني فليتبَعْني، فاتَّبَعه منهم عدَّةُ آلاف. فسار، فلمَّا أمسى قال: مَن كان منكم مُضْعِفًا فليَرجع [أي: دابَّته ضعيفة]، فرجعَ قوم. ثم مضى، فقال: مَن كان يكرَهُ الموتَ فليَرجع، فرجعَ عنه قوم.
```
فسار مسيرةَ أربعٍ في يوم وليلة حتى صبَّحَ حيَّ الأخطل، فأغارَ عليهم؛ فقتل النساءَ والصِّبيان والماشيةَ، وذبحَ الدَّجاج والكِلاب، وأفلَتَ الأخطلُ هاربًا.
```

فقال الأخطل: 
[مُسْتَماز: مكان يتَنَحَّونَ فيه ويُبعِدون. ومَزْحَل: مكان يُزحَلُ إليه، أي يُتنحَّى إليه] 
قال: فقيل له: إلى أين؟ قال: إلى النار، فقال له عبد الملك بن مروان: يا بنَ اللَّخْناء، أيكونُ عن قريشٍ مُسْتَمازٌ ومَزْحَلُ؟! 
قال: ثم إن الجَحَّافَ خافَ من عبد الملك، فخرجَ إلى بلاد الروم، فقَبِلَه صاحبُ الروم، ثم إن عبد الملك وجَّهَ الصائِفة، فلقِيَهم الرومُ، ولقِيَهُم الجَحَّافُ مع الروم، فهُزِمَت الصَّائفة، فلمَّا رجَعُوا سأل عبدُ الملك عن الخبر، فقالوا: أُتِينا منَ الجَحَّاف، فبَعَث إليه عبدُ الملك يؤمِّنه، فرجَعَ. وعرَضَ عليه صاحبُ الروم النصرانية والمُقامَ عنده، ويُعطيه ما شاء، فأبى، وقال: لم أخرُج رغبةً عن الإِسلام، إنما خرجتُ حَمِيَّةً. 
فلمَّا رجعَ تفكَّر فيما صَنَع وندِم، فدَعا مولًى له، فركب معه، وقد لبِسَ أكفانًا حتى أتى إلى البِشْر إلي حيِّ الأخطل، فلم يَرُعهم حتى جاءهم، فقالوا: قد أتى الجَحَّاف، فقالوا: ما جاء بك؟ قال: أُعطِي القَوَد من نفسي، فإن شئتُم فاقتلوا، فتسرَّع بعضُهم، وقال مشايخُهم: تجبِذونَ عُنقَه في الحبل وتقتلونه أسيرًا؟! لا كان هذا أبدًا، فتركوه وعَفَوا عنه.
قالوا: وقِيلَ إن الجَحَّاف لما سار في جماعة من قومه إلى بني جُشَم بن بكر رَهْط الأخطل، وأوقَعَ بهم، وقتل مَقْتَلةً عظيمة فيهم أَبو الأخطل [غَوْث بن الصَّلْت]، وقعَ الأخطلُ في أيديهم، وعليه عَباءة دَنِسة، فسألوه، فذكر أنه عبد، فأطلقوه، فقال: 
... البيت.
وقال الجَحَّافُ بن حُكَيم بعد وقعة البِشْر يخاطب الأخطل:
[الوَردُ: فرَسُ الجَحَّاف. زهير ومالك: قَبيلَتان من قبائل بني تغلِب].
- قال أبان الأعرج: قد أدرك الجَحَّافُ بن حُكَيم الجاهلية، فقيل لأبان بن الأعرج: لمَ تقولُ ذلك؟ قال لقوله:

فقيل له: إنما عَنى خيلَ قومه بني سُلَيم.
- رُوي[د] أن عبد الله بن عمر بن الخطاب رأى الجَحَّاف وهو يطوفُ بالبيت ويقول: اللهمَّ اغفِر لي، وما أُراكَ تفعل!

فقال له: يا عبد الله، لو كنتَ الجَحَّافَ ما زِدتَّ على ما تقول!
قال: فأنا الجَحَّاف.
وسمِعَه محمد ابن الحنفية (ابن علي بن أبي طالب) رضي الله عنهما، وهو يقول ذلك، فقال له: يا عبدَ الله، قُنُوطُكَ من عَفْو الله أعظَمُ من ذَنْبِك!

## وفاته
توفي نحو سنة 90 هـ / 709 م.

## الملاحظات
1. ↑  حُكَيم: بضم الحاء وفتح الكاف، نصَّ على ذلك ابنُ ماكولا في (الإكمال في رفع الارتياب عن المؤتلف والمختلف في الأسماء والكُنى والأنساب) بتحقيق العلامة عبد الرحمن بن يحيى المُعلِّمي اليَماني، 2/ 491، وابن ناصر الدين الدمشقي في (توضيح المشتبه) بتحقيق الشيخ محمد نعيم العرقسوسي، 3/ 282. وكثيرًا ما يُضبَط اسمُ أبي الجحَّاف (حُكَيم) في المطبوعات بفتح أوله وكسر ثانيه، وهو خطأ على ما تقدَّم.
2. ↑  ضَرَبَت العربُ المَثَل في الفتك بأربعة رجال، فقالوا: أفتَكُ من البَرَّاض، وأفتَكُ من الجَحَّاف، وأفتَكُ من الحارِث بن ظالِم، وأفتَكُ من عَمرو بن كُلثُوم. انظر (معجم الأمثال العربية) تأليف رياض عبد الحميد مراد، 3/ 322. و(معجم الأمثال العربية) تأليف خير الدين شمسي باشا، 1/ 443- 444.
3. ↑  وقع تصحيف في كلٍّ من كتاب ابن ماكولا (الإكمال) بتحقيق العلامة المُعلِّمي اليَماني، 2/ 491، وكتاب ابن ناصر الدين الدمشقي (توضيح المشتبه) بتحقيق الشيخ محمد نعيم العرقسوسي، 3/ 282.
فقد وردت العبارة فيهما: الجَحَّاف بن حُكَيم السُّلَمي... الذي أوقعَ ببني (ثَعْلَب) كذا بالثاء المثلَّثة أوله، والعين المهملة! 
والصواب: الذي أوقعَ ببني (تَغْلِب) بالتاء المثناة الفوقية أوله، والغين المعجَمة.
4. ↑  كذا بصيغة التضعيف (رُوي)، ويبعُد جدًّا أن يصحَّ خبرُ اجتماع ابن عمر بالجَحَّاف بعد توبته! فإن المصادر ذكرت أن وقعة البِشْر كانت بعد مقتل عبد الله بن الزبير رضي الله عنهما (ت 73هـ)، وبعد استتباب الصُّلح بين القيسيين والتغلبيين برعاية الخليفة عبد الملك بن مروان. وابنُ عمر توفي سنة (73هـ) أيضًا، ولم تكن حجَّة الجَحَّاف وتنسُّكه إلا بعد عودته من بلاد الروم التي قضى فيها سنين (في بعض المصادر 7 سنين)، أي بعد وفاة ابن عمر بأعوام! والله تعالى أعلم.

## الوصلات الخارجية
- الجحاف وعبد الملك
- الحكواتي